# Iodure d'argent
L'iodure d'argent (ou AgI) est un composé inorganique hautement insoluble dans l'eau, photosensible (utilisé pour cette raison en photographie).

## Préparation

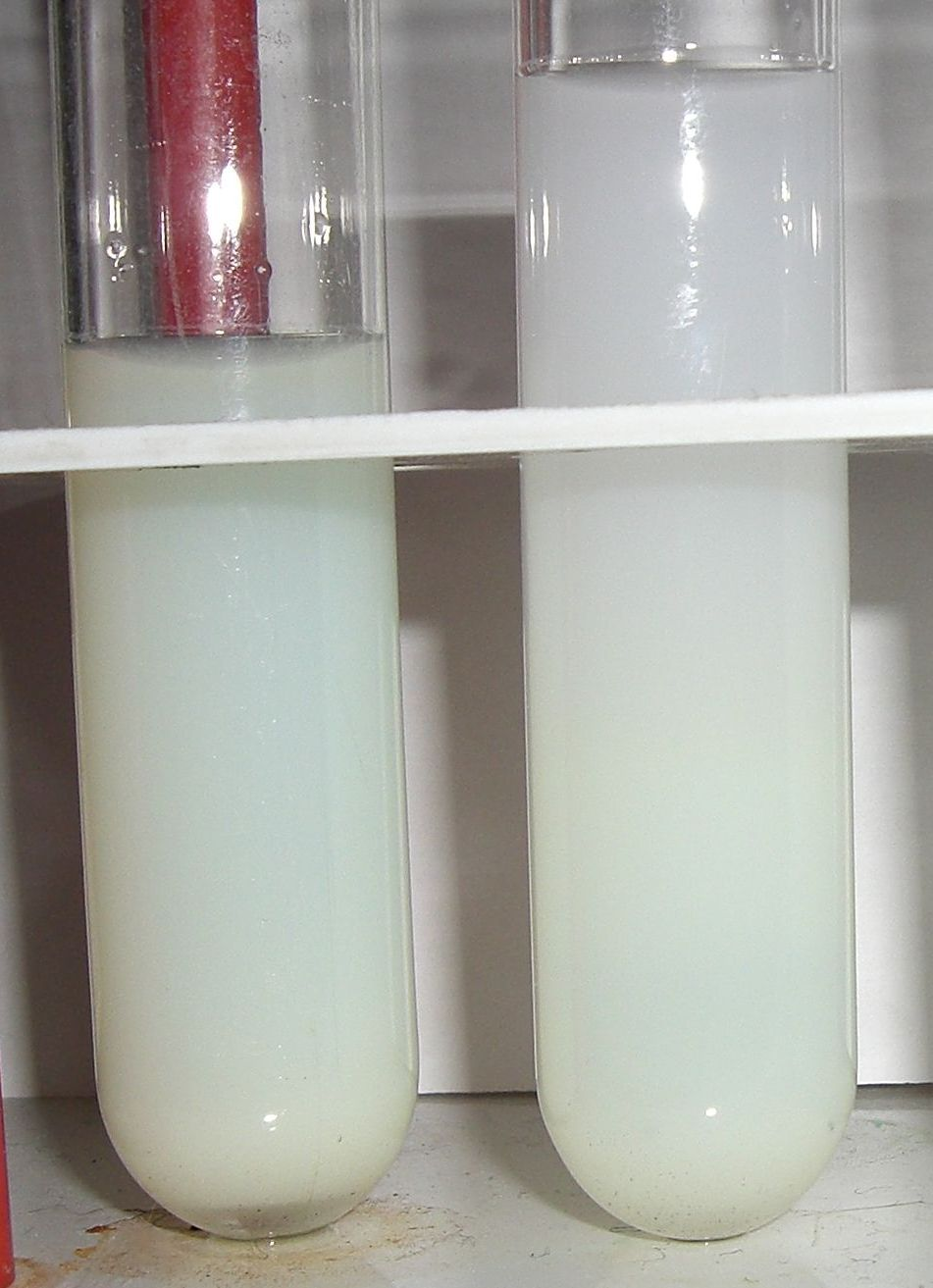
Iodure d'argent sans et avec ammoniaque.

AgI est obtenu par précipitation dans une solution de nitrate d'argent avec l'iodure de potassium :
{\displaystyle \mathrm {AgNO_{3}+KI\longrightarrow AgI+KNO_{3}} }
Cette réaction est utilisée en chimie analytique pour mettre en évidence les anions I−, car l'AgI qui en résulte produit un précipité jaunâtre difficilement soluble. Au contraire de l'iodure d'argent, les chlorure d'argent (AgCl) et bromure d'argent (AgBr), eux-mêmes peu solubles, se laissent dissoudre en présence de thiosulfate de sodium (avec formation de complexes). Les anions Cl−, Br− et I− peuvent être ainsi différenciés à l'aide des solutions de thiosulfate de sodium et d'ammoniaque.

## Structure cristalline
Elle change avec la température, avec trois phases connues :
- jusqu'à 147 °C (420 K), l'AgI existe dans une phase β, qui a une structure hexagonale de type wurtzite[6]. Il est alors connu comme iodargyrite en tant que minéral ;
- au-dessus de 147 °C, l'Agl va passer en phase α : structure cubique centrée avec des ions d'argent qui semblent distribués au hasard (ils sont délocalisés)[7] ;
- une phase cubique métastable γ existe également en dessous de 147 °C, avec une structure de type blende de zinc[7].

## Propriétés chimiques
L'iodure d'argent est photosensible : il se décompose lentement en argent et iode. À la lumière du soleil, sa couleur devient vert-gris.

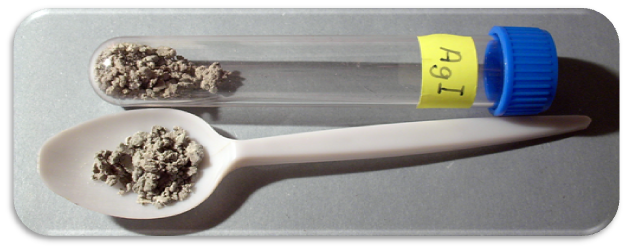
Iodure d'argent exposé à la lumière.

AgI se dissout en présence de ligands forts comme les cyanures ou les thiocyanates.

## Iodure d'argent en tant qu'électrolytesolide ou conducteur superionique
La transition entre les formes α et β représente la fusion du sous-réseau de cations d'argent. L'entropie de fusion (en)  pour α-AgI est environ la moitié de celle du chlorure de sodium (solide ionique typique), ce qui peut être expliqué par le fait que le réseau cristallin de l'AgI a déjà partiellement et fortement fondu lors de la transition entre ses phases α et β. L'ajout de la valeur de l'entropie de transition de l'α-AgI à l'entropie de fusion de β-AgI donne une valeur beaucoup plus proche de celle de l'entropie de fusion du chlorure de sodium.
La délocalisation des cations d'argent dans la structure de la forme α fait de l'iodure d'argent un Conducteur superionique, avec une conductivité de l'ordre de 1 à 2 S/cm. L'ajout de rubidium dans la structure (Ag4RbCl5) abaisse la température de la transition de phase β-α en dessous de la température ambiante, permettant d'utiliser les propriétés de conducteur superionique dans les conditions normales de température et de pression.
La conductivité électronique de l'α-AgI est d'un facteur environ 1010 plus petite que sa conductivité ionique, faisant de l'iodure d'argent un matériau de choix en tant qu'électrolyte solide.

## Usages
- L'iodure d'argent est utilisé comme antiseptique local.
- Dans le domaine de la photographie, des pains de soude de goémoniers ont  été utilisés pour produire l'iodure d'argent nécessaire à l'artisanat et au début de l'industrie de la photographie après que Daguerre eut découvert la sensibilité de l'iodure d'argent à la lumière.
- L'iodure d'argent est utilisé dans des dispositifs visant à produire artificiellement de la pluie et éviter la grêle. Grâce à une structure cristalline proche de celle de la glace, l'iodure joue le rôle d'agent de nucléation des gouttelettes d'eau qui transformeront la vapeur d'eau en pluie. Ce phénomène est décrit comme ensemencement des nuages.

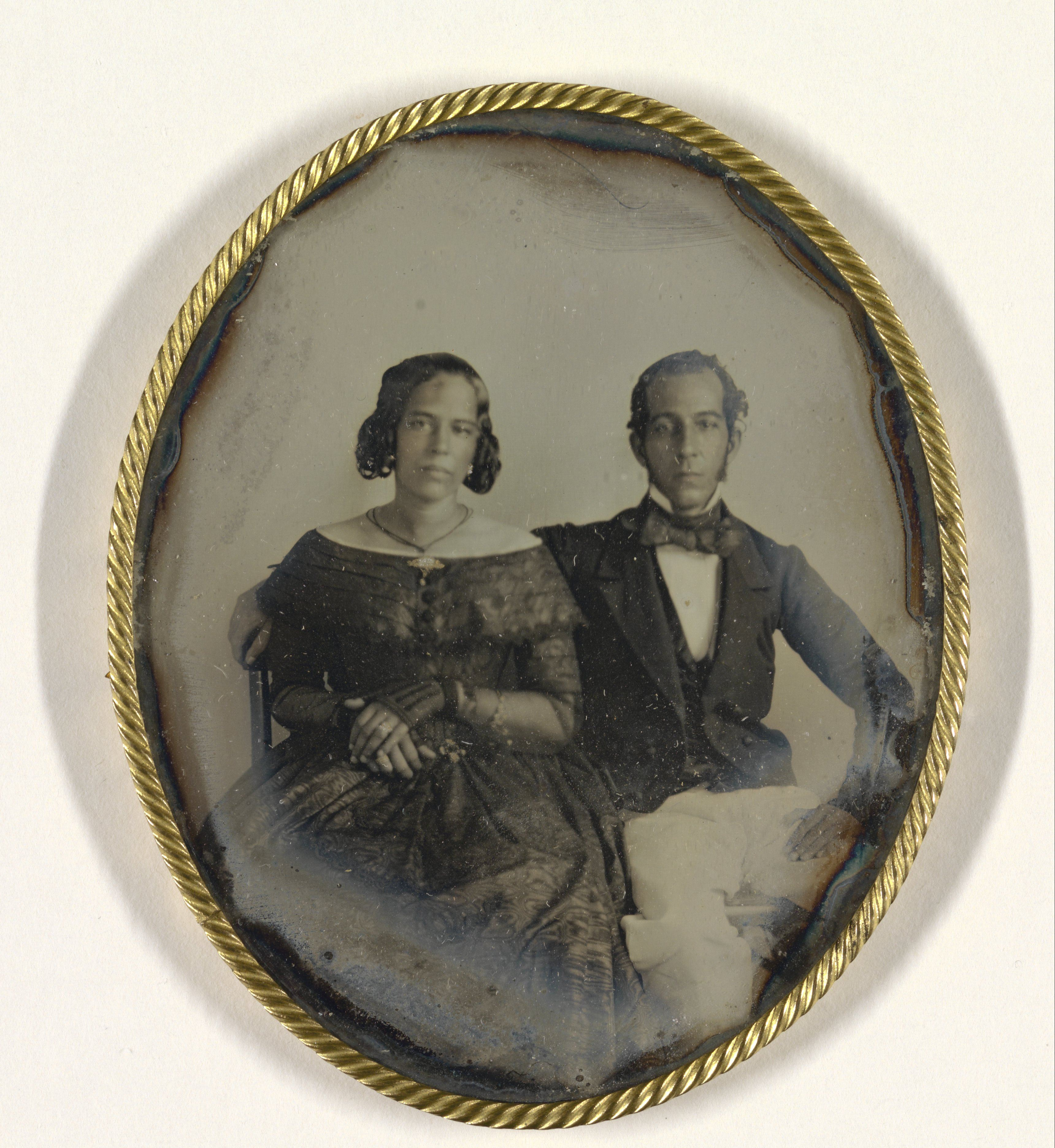
Daguerréotype de 1846, à base d'iodure d'argent (Portrait de Maria Louise de Hart & Johannes Ellis, Pays-Bas).
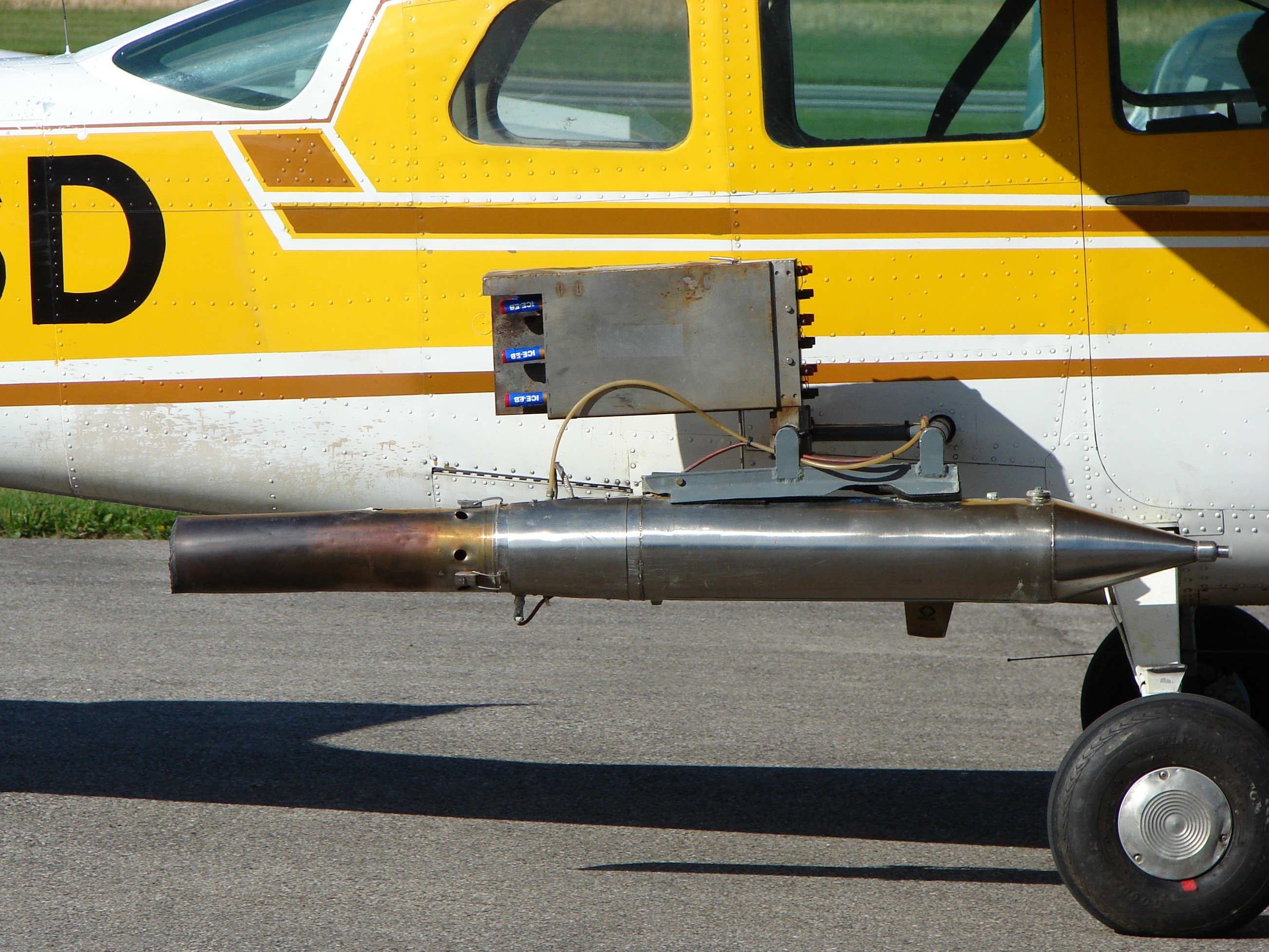
Cessna 210 équipé d'un dispositif de dissémination dans l'air d'iodure d'argent pour l'ensemencement de nuages afin de faire pleuvoir.

## Dissémination
En 1978, et en 2009, l'ensemencement des nuages déverse 3 tonnes d’iodure d’argent aux États-Unis.

## Toxicité, écotoxicité
L'iodure d'argent est une molécule composée d'iode et d'argent et sa toxicité est souvent évaluée en référence à celle de ces deux composés.
Ainsi, les lignes directrices de l'EPA pour la loi sur l'eau des États-Unis (Clean Water Act) considèrent l'argent comme une substance dangereuse, un polluant toxique et même comme « polluant prioritaire ». Il fait en outre partie des  polluants dont l'augmentation dans l'environnement est jugée préoccupante, d'autant que les nanoparticules d'argent sont les plus utilisées et diffusées dans l'environnement par l'industrie, le commerce et la médecine.
Hormis pour quelques professions particulières, le risque d'intoxication aiguë est faible. L'exposition chronique aboutit à la contamination d'organes cibles.
- L'ingestion chronique d'iodures conduit à un « iodisme » pouvant se manifester par des éruptions cutanées, un écoulement nasal, des maux de tête et une irritation des muqueuses. Une faiblesse générale, une anémie et une perte de poids ainsi qu'un état de dépression peuvent aussi s'ensuivre.
- L'inhalation, comme l'ingestion chronique, peut aboutir à une argyrie due à l'argent, caractérisée par une coloration grise à bleutée des yeux, de la peau et des muqueuses.
- Un long contact avec la peau peut causer une coloration permanente de la peau[11].